# Plaza de Toros de Illumbe
Die Plaza de Toros de Illumbe (auch bekannt als Donostia Arena 2016 oder San Sebastián Arena 2016) ist eine Mehrzweckhalle mit schließbarem Dach in der spanischen Stadt Donostia-San Sebastián der Autonomen Gemeinschaft Baskenland. Ab 2001 war die Arena die Heimspielstätte des San Sebastián GBC, der in der höchsten spanischen Basketballliga ACB spielte. Der Club spielt momentan im Polideportivo Municipal José Antonio Gasca mit 2500 Plätzen.

## Geschichte
Die Stadt hatte im Laufe seiner Geschichte bis zu zwölf kleinere Stierkampfarenen. Die erste größere, San Martin Arena, wurde am 16. August 1851 eingeweiht und bot 6000 Sitzplätzen. Im Jahr 1870, wurde am selben Ort aus Holz ein neues Amphitheater für 9000 Zuschauer gebaut, das von einem verheerenden Brand im Jahre 1872 zerstört wurde. 1876 wurde sie wieder errichtet und als rekonstruierte hölzerne Arena eröffnet, die jedoch erneut nach einem Brand im Jahre 1882 zerstört wurde. Die letzte Änderung und nun aus Eisen und Mauerwerk erbaute Arena stammt aus dem Jahre 1888 und hatte eine Kapazität von 10.000 Zuschauern.
1998 wurde die offene Arena umfangreich umgebaut und mit einer Dachkonstruktion ausgestattet. Das Hauptmerkmal des Mehrzweckarena ist das Dach, das aus zwei versenkbaren Stahlbau-Einheiten mit je 60 Tonnen Gewicht besteht. Es kann sowohl bei Sportveranstaltungen geöffnet oder bei Konzerten und Ausstellungen geschlossen werden. Sie hat eine Kapazität für rund 10.000 bis 16.000 Sitzplätzen, je nach der Art der Veranstaltung.
Die Stierkampfarena wurde Ende 2009 umbenannt. Der Verwaltungsrat der Arena stimmte der neuen Bezeichnung auf Grund der Kandidatur von San Sebastián zur „Capitalidad Cultural 2016“ zu. Die baskische Bezeichnung der Arena ist nun Donostia Arena 2016 oder auch San Sebastián Arena 2016 (spanische Version).

„Ende August 2012 teilte der Bürgermeister von San Sebastián mit,[…] dass der auslaufende Mietvertrag mit einem Stierkampfveranstalter nicht mehr verlängert werde. Zudem sei es in Zeiten der Wirtschaftskrise dem Steuerzahler nicht zuzumuten, eine Arena instand zu halten, in der nur an sieben Tagen im Jahr Stierkämpfe stattfinden. Die Stadtverwaltung teilt zu 100 Prozent die Argumente der Stierkampfgegner, weiter sagte Izagirre nach Medienberichten ‚Die Leiden und der Tod eines Tieres dürfen nicht zu einem öffentlichen Spektakel gemacht werden‘. Damit folgt die baskische Partei Bildu dem Anliegen der Stierkampfgegner, denn in Katalonien im Nordosten Spaniens sind Stierkämpfe bereits seit Anfang 2012 gesetzlich verboten und auf den Kanarischen Inseln seit Anfang der 90er Jahre. Die Anlage soll nach Angaben des Bürgermeisters nun vermehrt für sportliche Zwecke genutzt werden.“

Im Jahr 2015 übernahm die baskische nationalistische Partei PNV unter Eneko Goia das Amt des Bürgermeisters und öffnete die Arena wieder für Stierkämpfe.